# Calendar Lake
Calendar Lake är en sjö i Antarktis. Den ligger i Östantarktis. Australien gör anspråk på området. Calendar Lake ligger 101 meter över havet.